# 67. Primetime Emmy-gála
A 67. Primetime Emmy-gála során a 2014 és 2015 között főműsoridőben bemutatott, amerikai televíziós programokat értékelték. A jelölteket az Academy of Television Arts & Sciences választotta ki. A Los Angeles-i Microsoft Theatreben tartott ceremóniát a Fox tűzte műsorra 2015. szeptember 20-án. A műsor házigazdája Andy Samberg volt. A jelöltek listáját 2015. július 16-án hozták nyílvánosságra.

## Győztesek és jelöltek
A nyertesek félkövérrel jelölve.

### Műsorok
| Legjobb vígjátéksorozat | Legjobb drámasorozat |
| --- | --- |
| - Az alelnök (HBO) - Louie (FX) - Modern család (ABC) - Városfejlesztési osztály (NBC) - Szilícium-völgy (HBO) - Nincs titok (Amazon) - A megtörhetetlen Kimmy Schmidt (Netflix)                                                                     | - Trónok harca (HBO) - Better Call Saul (AMC) - Downton Abbey (PBS) - Homeland – A belső ellenség (Showtime) - Kártyavár (Netflix) - Mad Men – Reklámőrültek (AMC) - Narancs az új fekete (Netflix) |
| Legjobb varieté beszélgetős műsor | Legjobb varieté szkeccssorozat |
| - The Daily Show with Jon Stewart (Comedy Central) - The Colbert Report (Comedy Central) - Jimmy Kimmel Live! (ABC) - Last Week Tonight with John Oliver (HBO) - Late Show with David Letterman (CBS) - The Tonight Show Starring Jimmy Fallon (NBC) | - Amynek áll a világ (Comedy Central) - Tömény történelem (Comedy Central) - Key & Peele (Comedy Central) - Portlandia (IFC) - Saturday Night Live (NBC)                                            |
| Legjobb minisorozat | Legjobb vetélkedő |
| - Olive Kitteridge (HBO) - Bűnök és előítéletek (ABC) - Amerikai Horror Story: Rémségek cirkusza (FX) - Egy tisztességes asszony (Sundance TV) - Farkasbőrben (PBS)                                                                                  | - The Voice (NBC) - Versenyfutás a világ körül (CBS) - Dancing with the Stars (ABC) - Leendő divatdiktátorok (Lifetime) - So You Think You Can Dance (Fox) - Szakácsok gyöngye (Bravo)              |

### Színészek

#### Főszereplők
| Legjobb férfi főszereplő (vígjátéksorozat) | Legjobb női főszereplő (vígjátéksorozat) |
| --- | --- |
| - Jeffrey Tambor – Nincs titok (Maura Pfefferman) (Amazon) - Anthony Anderson – Feketék fehéren (Andre "Dre" Johnson Sr.) (ABC) - Don Cheadle – Gátlástalanok (Marty Kaan) (Showtime) - Louis C.K. – Louie (Louie) (FX) - Will Forte – Az utolsó ember a Földön (Phil "Tandy" Miller) (Fox) - Matt LeBlanc – Sikersorozat (Önmaga) (Showtime) - William H. Macy – Shameless – Szégyentelenek (Frank Gallagher) (Showtime) | - Julia Louis-Dreyfus – Az alelnök (Selina Meyer) (HBO) - Edie Falco – Jackie nővér (Jackie Peyton) (Showtime) - Lisa Kudrow – A visszatérés (Valerie Cherish) (HBO) - Amy Poehler – Városfejlesztési osztály (Leslie Knope) (NBC) - Amy Schumer – Amynek áll a világ (Amy / További szereplők) (Comedy Central) - Lily Tomlin – Grace és Frankie (Frankie Bergstein) (Netflix)                                                                                      |
| Legjobb férfi főszereplő (drámasorozat) | Legjobb női főszereplő (drámasorozat) |
| - Jon Hamm – Mad Men – Reklámőrültek (Don Draper) (AMC) - Kyle Chandler – A vérvonal árnyai (John Rayburn) (Netflix) - Jeff Daniels – Híradósok (Will McAvoy) (HBO) - Bob Odenkirk – Better Call Saul (Jimmy McGill) (AMC) - Liev Schreiber – Ray Donovan (Ray Donovan) (Showtime) - Kevin Spacey – Kártyavár (Frank Underwood) (Netflix)                                                                                 | - Viola Davis – Hogyan ússzunk meg egy gyilkosságot? (Annalise Keating) (ABC) - Claire Danes – Homeland – A belső ellenség (Carrie Mathison) (Showtime) - Taraji P. Henson – Empire (Cookie Lyon) (Fox) - Tatiana Maslany – Sötét árvák (További szereplők) (BBC America) - Elisabeth Moss – Mad Men – Reklámőrültek (Peggy Olson) (AMC) - Robin Wright – Kártyavár (Claire Underwood) (Netflix)                                                                     |
| Legjobb férfi főszereplő (minisorozat, antológiasorozat vagy tévéfilm) | Legjobb női főszereplő (minisorozat, antológiasorozat vagy tévéfilm) |
| - Richard Jenkins – Olive Kitteridge (Henry Kitteridge) (HBO) - Adrien Brody – Houdini (Harry Houdini) (History) - Ricky Gervais – Derek: The Special (Derek Noakes) (Netflix) - Timothy Hutton – Bűnök és előítéletek (Russ Skokie) (ABC) - David Oyelowo – Fülemüle (Peter Snowden) (HBO) - Mark Rylance – Farkasbőrben (Thomas Cromwell) (PBS)                                                                         | - Frances McDormand – Olive Kitteridge (Olive Kitteridge) (HBO) - Maggie Gyllenhaal – Egy tisztességes asszony (Nessa Stein) (Sundance TV) - Felicity Huffman – Bűnök és előítéletek (Barbara "Barb" Hanlon) (ABC) - Jessica Lange – Amerikai Horror Story: Rémségek cirkusza (Elsa Mars) (FX) - Queen Latifah – Bessie (Bessie Smith) (HBO) - Emma Thompson – Live from Lincoln Center – Sweeney Todd in Concert with the New York Philharmonic (Mrs. Lovett) (PBS) |

#### Mellékszereplők
| Legjobb férfi mellékszereplő (vígjátéksorozat) | Legjobb női mellékszereplő (vígjátéksorozat) |
| --- | --- |
| - Tony Hale – Az alelnök (Gary Walsh) (HBO) - Andre Braugher – Brooklyn 99 – Nemszázas körzet (Ray Holt) (Fox) - Tituss Burgess – A megtörhetetlen Kimmy Schmidt (Titus Andromedon) (Netflix) - Ty Burrell – Modern család (Phil Dunphy) (ABC) (Epizód: "Érzés zavarok") - Adam Driver – Csajok (Adam Sackler) (HBO) - Keegan-Michael Key – Key & Peele (További szereplők) (Comedy Central) | - Allison Janney – Anyák gyöngye (Bonnie Plunkett) (CBS) - Mayim Bialik – Agymenők (Amy Farrah Fowler) (CBS) (Epizód: "A bál ekvivalencia") - Julie Bowen – Modern család (Claire Dunphy) (ABC) (Epizód: "Az őrült húg") - Anna Chlumsky – Az alelnök (Amy Brookheimer) (HBO) - Gaby Hoffmann – Nincs titok (Alexandria "Ali" Pfefferman) (Amazon) - Jane Krakowski – A megtörhetetlen Kimmy Schmidt (Jacqueline Voorhees) (Netflix) - Kate McKinnon – Saturday Night Live (További szereplők) (NBC) - Niecy Nash – Meg-boldogulni (Denise "DiDi" Ortley) (HBO) |
| Legjobb férfi mellékszereplő (drámasorozat) | Legjobb női mellékszereplő (drámasorozat) |
| - Peter Dinklage – Trónok harca (Tyrion Lannister) (HBO) - Jonathan Banks – Better Call Saul (Mike Ehrmantraut) (AMC) - Jim Carter – Downton Abbey (Charles Carson) (PBS) - Alan Cumming – A férjem védelmében (Eli Gold) (CBS) - Michael Kelly – Kártyavár (Doug Stamper) (Netflix) - Ben Mendelsohn – A vérvonal árnyai (Danny Rayburn) (Netflix)                                          | - Uzo Aduba – Narancs az új fekete (Suzanne "Crazy Eyes" Warren) (Netflix) - Christine Baranski – A férjem védelmében (Diane Lockhart) (CBS) - Emilia Clarke – Trónok harca (Daenerys Targaryen) (HBO) - Joanne Froggatt – Downton Abbey (Anna Bates) (PBS) - Lena Headey – Trónok harca (Cersei Lannister) (HBO) - Christina Hendricks – Mad Men – Reklámőrültek (Joan Harris) (AMC) |
| Legjobb férfi mellékszereplő (minisorozat, antológiasorozat vagy tévéfilm) | Legjobb női mellékszereplő (minisorozat, antológiasorozat vagy tévéfilm) |
| - Bill Murray – Olive Kitteridge (Jack Kennison) (HBO) - Richard Cabral – Bűnök és előítéletek (Hector Tonz) (ABC) - Damian Lewis – Farkasbőrben (VIII. Henrik angol király) (PBS) - Denis O'Hare – Amerikai Horror Story: Rémségek cirkusza (Stanley) (FX) - Michael K. Williams – Bessie (Jack Gee) (HBO) - Finn Wittrock – Amerikai Horror Story: Rémségek cirkusza (Dandy Mott) (FX)     | - Regina King – Bűnök és előítéletek (Aliyah Shadeed) (ABC) - Angela Bassett – Amerikai Horror Story: Rémségek cirkusza (Desiree Dupree) (FX) - Kathy Bates – Amerikai Horror Story: Rémségek cirkusza (Ethel Darling) (FX) - Zoe Kazan – Olive Kitteridge (Denise Thibodeau) (HBO) - Mo'Nique – Bessie (Ma Rainey) (HBO) - Sarah Paulson – Amerikai Horror Story: Rémségek cirkusza (Bette Tattler / Dot Tattler) (FX) |

### Rendezők
| Legjobb rendező (vígjátéksorozat) | Legjobb rendező (drámasorozat) |
| --- | --- |
| - Nincs titok (Epizód: "Best New Girl") – Joey Soloway (Amazon) - Az utolsó ember a Földön (Epizód: "Alive in Tucson") – Phil Lord, Christopher Miller (Fox) - Louie (Epizód: "Sleepover") – Louis C.K. (FX) - Szilícium-völgy (Epizód: "Tánc a futóhomokon") – Mike Judge (HBO) - Az alelnök (Epizód: "Testimony") – Armando Iannucci (HBO) | - Trónok harca (Epizód: "Az Anya irgalma") – David Nutter (HBO) - Boardwalk Empire – Gengszterkorzó (Epizód: "Eldorado") – Tim Van Patten (HBO) - Trónok harca (Epizód: "Meg nem hajol, meg nem rogy, meg nem törik") – Jeremy Podeswa (HBO) - Homeland – A belső ellenség (Epizód: "Úttalan utakon") – Lesli Linka Glatter (Showtime) - A sebész (Epizód: "Method and Madness") – Steven Soderbergh (Cinemax) |
| Legjobb rendező (varietésorozat) | Legjobb rendező (minisorozat, antológiasorozat vagy tévéfilm) |
| - The Daily Show with Jon Stewart (Epizód: "20103. rész") – Chuck O'Neil (Comedy Central) - The Colbert Report (Epizód: "11040. rész") – James Hoskinson (Comedy Central) - Amynek áll a világ (Epizód: "12 Angry Men Inside Amy Schumer") – Amy Schumer, Ryan McFaul (Comedy Central) - Late Show with David Letterman (Epizód: "4214. rész") – Jerry Foley (CBS) - The Tonight Show Starring Jimmy Fallon (Epizód: "203. rész") – Dave Diomedi (NBC) | - Olive Kitteridge – Lisa Cholodenko (HBO) - Amerikai Horror Story: Rémségek cirkusza (Epizód: "A szörnyek köztünk élnek") – Ryan Murphy (FX) - Bessie – Dee Rees (HBO) - Egy tisztességes asszony – Hugo Blick (Sundance TV) - Houdini – Uli Edel (History) - Elveszettek – Tom Shankland (Starz) - Farkasbőrben – Peter Kosminsky (PBS)                                                                      |

### Forgatókönyvírók
| Legjobb forgatókönyv (vígjátéksorozat) | Legjobb forgatókönyv (drámasorozat) |
| --- | --- |
| - Az alelnök (Epizód: "Election Night") – Simon Blackwell, Armando Iannucci, Tony Roche) (HBO) - Sikersorozat (Epizód: "Kilencedik rész") – David Crane, Jeffrey Klarik (Showtime) - Az utolsó ember a Földön (Epizód: "Alive in Tucson") – Will Forte (Fox) - Louie (Epizód: "Bobby's House") – Louis C.K. (FX) - Szilícium-völgy (Epizód: "A keselyű két napja") – Alec Berg (HBO) - Nincs titok (Epizód: "Pilot") – Joey Soloway (Amazon) | - Trónok harca (Epizód: "Az Anya irgalma") – David Benioff, D. B. Weiss (HBO) - Foglalkozásuk: amerikai (Epizód: "A fejvadász") – Joshua Brand (FX) - Better Call Saul (Epizód: "Zsaruk") – Gordon Smith (AMC) - Mad Men – Reklámőrültek (Epizód: "Elveszett horizont") – Matthew Weiner, Semi Chellas (AMC) - Mad Men – Reklámőrültek (Epizód: "Négyszemközt") – Matthew Weiner (AMC) |
| Legjobb forgatókönyv (varietésorozat) | Legjobb forgatókönyv (minisorozat vagy tévéfilm) |
| - The Daily Show with Jon Stewart (Comedy Central) - The Colbert Report (Comedy Central) - Amynek áll a világ (Comedy Central) - Key & Peele (Comedy Central) - Last Week Tonight with John Oliver (HBO) | - Olive Kitteridge – Jane Anderson (HBO) - Bűnök és előítéletek (Epizód: "Első rész") – John Ridley (ABC) - Bessie – Dee Rees, Christopher Cleveland, Bettina Gilois, Horton Foote (HBO) - Hello Ladies: A mozifilm – Stephen Merchant, Gene Stupnitsky, Lee Eisenberg (HBO) - Egy tisztességes asszony – Hugo Blick (Sundance TV) - Farkasbőrben – Peter Straughan (PBS)              |

## Műsorvezetők
A gálán az alábbi műsorvezetők működtek közre:
- Amy Poehler
- Amy Schumer
- Anthony Anderson
- Tracee Ellis Ross
- Ricky Gervais
- Gina Rodriguez
- John Stamos
- Joan Cusack
- Bradley Whitford
- Jimmy Kimmel
- Seth Meyers
- Keegan-Michael Key
- Jordan Peele
- James Corden
- Taraji P. Henson
- Terrence Howard
- John Oliver
- Maggie Gyllenhaal
- Liev Schreiber
- Rob Lowe
- Kerry Washington
- Lady Gaga
- Fred Savage
- Marcia Gay Harden
- Lena Headey
- Mindy Kaling
- Zachary Levi
- Jane Lynch
- Eric Stonestreet
- Will Forte
- Colin Hanks
- LL Cool J
- Jaimie Alexander
- Ben McKenzie
- Reg E. Cathey
- Jamie Lee Curtis
- Emma Roberts
- Viola Davis
- Tina Fey
- Adrien Brody
- Mel Brooks
- Tracy Morgan

## In Memoriam
A gála "in memoriam" szegmense az alábbi elhunyt személyekről emlékezett meg:
- Mike Nichols
- Polly Bergen
- Jerry Weintraub
- B. B. King
- Wes Craven
- Gary Owens
- Clark Terry
- Anne Meara
- Taylor Negron
- Jack Rollins
- Martin Milner
- Bud Yorkin
- Stuart Scott
- Brandon Stoddard
- Merv Adelson
- Bob Simon
- Patrick Macnee
- Harris Wittels
- Glen A. Larson
- Stan Freberg
- James Best
- Jenna McMahon
- Harve Bennett
- Ed Sabol
- Ann Marcus
- Joan Rivers
- Ernest Kinoy
- Marty Pasetta
- Gilbert Lewis
- Albert Maysles
- Sam Simon
- Jack Carter
- Dick Van Patten
- Ian Fraser
- Jan Hooks
- Elizabeth Peña
- Howard Lipstone
- Frank Gifford
- Judy Carne
- Ray Charles
- Rod Taylor
- Donna Douglas
- Richard Dysart
- Joseph Sargent
- Edward Herrmann
- Jayne Meadows
- Alex Rocco
- Dean Jones
- Leonard Nimoy

## Fordítás
- Ez a szócikk részben vagy egészben  a(z)   67th Primetime Emmy Awards című angol Wikipédia-szócikk fordításán alapul.  Az eredeti cikk szerkesztőit annak laptörténete sorolja fel. Ez a jelzés csupán a megfogalmazás eredetét és a szerzői jogokat jelzi, nem szolgál a cikkben szereplő információk forrásmegjelöléseként.